# Anthony Celebrezze
Anthony Joseph Celebrezze Sr., nato Antonio Giuseppe Cilibrizzi (Anzi, 4 settembre 1910 – Cleveland, 29 ottobre 1998) è stato un politico statunitense, nonché il primo italo-americano a ricoprire un ruolo di segretario negli Stati Uniti.

## Biografia
Antonio Giuseppe Cilibrizzi nacque a Anzi in provincia di Potenza, in una famiglia di tredici figli, da Rocco Cilibrizzi e Dorotea Marcogiuseppe. Emigrò negli Stati Uniti con la famiglia a soli due anni di età e il cognome paterno fu americanizzato in Celebrezze. La famiglia si trasferì a Cleveland, Ohio e, mentre il padre trovò impiego come operaio ferroviario, egli si dedicò al lavoro sin dalla tenera età di sei anni, iniziando come lustrascarpe e poi come venditore di giornali assieme al fratello, per migliorare la situazione economica della famiglia.
Nel frattempo, Celebrezze frequentò la "Cleveland Metropolitan School District", in seguito si iscrisse alla John Carroll University e alla Ohio Northern University, laureandosi in legge nel 1936. Praticò per qualche tempo la professione di avvocato e, allo scoppiò della seconda guerra mondiale, entrò nella marina militare. Alla fine della guerra iniziò la sua carriera politica.

### Carriera politica
Fu eletto nel 1950 nelle file del partito democratico al senato dell'Ohio. Si dimise per candidarsi a sindaco di Cleveland. Vinse a sorpresa le elezioni e ricoprì la carica di sindaco di Cleveland dal 1953 al 1962 ricevendo quasi il 74 % dei consensi nell'ultima elezione. Nel 1958 si candidò senza successo a governatore dell'Ohio.
Grazie alla fama guadagnata come sindaco nel 1962 e fino al 1965 Celebrezze fu nominato segretario alla salute, educazione e welfare durante la presidenza di John Fitzgerald Kennedy prima e nel corso della presidenza di Lyndon B. Johnson poi. Fu anche grazie alla sua determinazione che il programma federale per l'assistenza sanitaria (Medicare) riuscì ad essere approvato al Congresso.
Nel 1965 il presidente Johnson lo nominò giudice del sesto circuito di corte d'appello. Celebrezze ha ricoperto tale carica fino alla morte avvenuta nel 1998.

## Famiglia politica Celebrezze
Celebrezze e sua moglie Anne ebbero tre figli: Anthony J. Celebrezze Jr., Jean Ann (Celebrezze) Porto e Susan Marie (Celebrezze) Sullivan. Anthony Jr. divenne un procuratore legale e prestò servizio come tale in Ohio; si candidò anche come governatore. Padre e figlio sono l'unica coppia di questo tipo candidatasi contemporaneamente alla nomination per il governatorato dell'Ohio nelle file del Partito Democratico. Anche suo nipote Anthony J. Celebrezze III (figlio di Anthony Jr.), si candidò a cariche pubbliche.
Anche il fratello maggiore di Celebrezze, Frank D. Celebrezze I (nato nel 1899) divenne procuratore e operò nel servizio pubblico: egli prestò servizio come Direttore della Sicurezza di Cleveland e successivamente fu nominato giudice della Corte Municipale di Cleveland. Pure i suoi discendenti divennero procuratori e furono attivi in politica. Frank Celebrezze divenne Chief Justice dell'Ohio e James Celebrezze divenne un giudice della Corte Suprema dell'Ohio. Frank D. Celebrezze Jr. (nipote del primo Frank) divenne giudice della Corte di Appello dell'Ohio e Leslie Ann Celebrezze divenne Giudice per i Rapporti di Famiglia presso la Corte Civile d'Appello della Contea di Cuyahoga.

## Riconoscimenti
Gli uffici del governo statunitense a Cleveland e gli archivi della Ohio Northern University sono stati intitolati alla sua memoria.